# Huis Janssens
Huis Janssens is een herenhuis in de Belgische stad Sint-Niklaas. In Huis Janssens is het museum Curiosum gevestigd. Het gebouw is eigendom van de stad Sint-Niklaas, en sinds 2005 beschermd als monument.

## Geschiedenis
Het eclectisch gebouw werd in 1878 gebouwd in opdracht van Alfons Janssens, een textielfabrikant en later politicus van de Katholieke Partij. Pieter Van Kerkhove, die ook al het ontwerp van het nieuwe stadhuis van Sint-Niklaas had uitgetekend, was de architect. Aan het begin van de 20e eeuw werd het gebouw geschonken aan de stad. Voorwaarde hierbij was dat het gebruikt zou worden voor kunst en wetenschap. De Koninklijke Oudheidkundige Kring van het Land van Waas (KOKW) richtte er een museum en een bibliotheek in.
De voormalige tuin van het herenhuis is nu het Mercatorpark.

### Renovatie en Curiosum
In 2016 werd er gestart met de renovatie van het gebouw. De bakstenen van de buitengevel werden hiervoor stuk voor stuk opnieuw rood geschilderd. Ook een binnenrenovatie werd uitgevoerd. Huis Janssens moet voortaan de museumfunctie van de Salons voor Schone Kunsten overnemen.
Het nieuwe museum, Curiosum genaamd, opende in 2023. Het is in de eerste plaats een curiositeitenmuseum, maar behandelt ook de familie Janssens, Sint-Niklaas en het Waasland. Huis Janssens vormt samen met het Mercatormuseum en het SteM Zwijgershoek een museumsite rond het Mercatorpark.

## Afbeeldingen

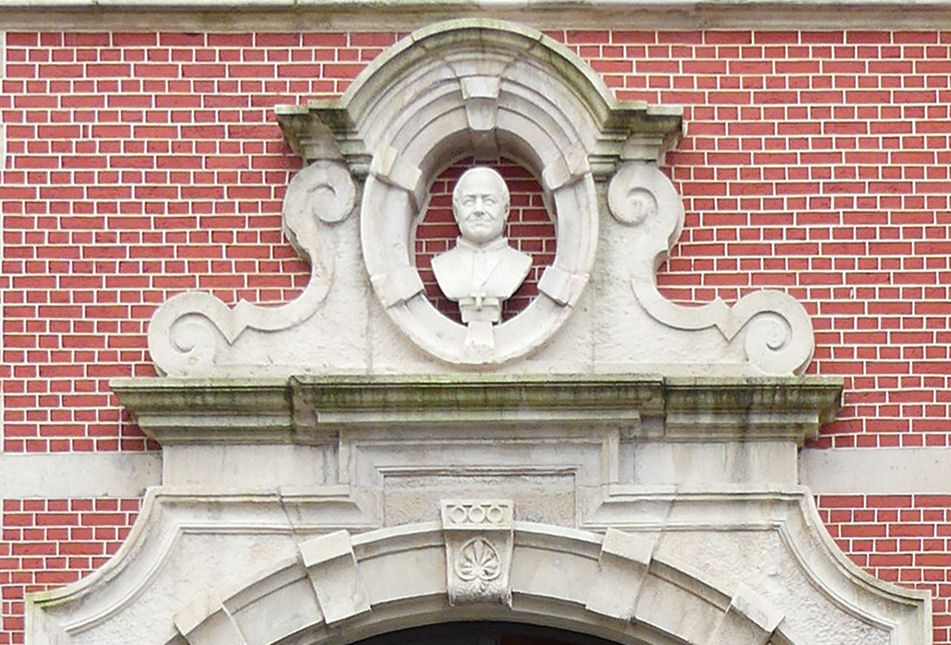
Inkom met buste van een paus.
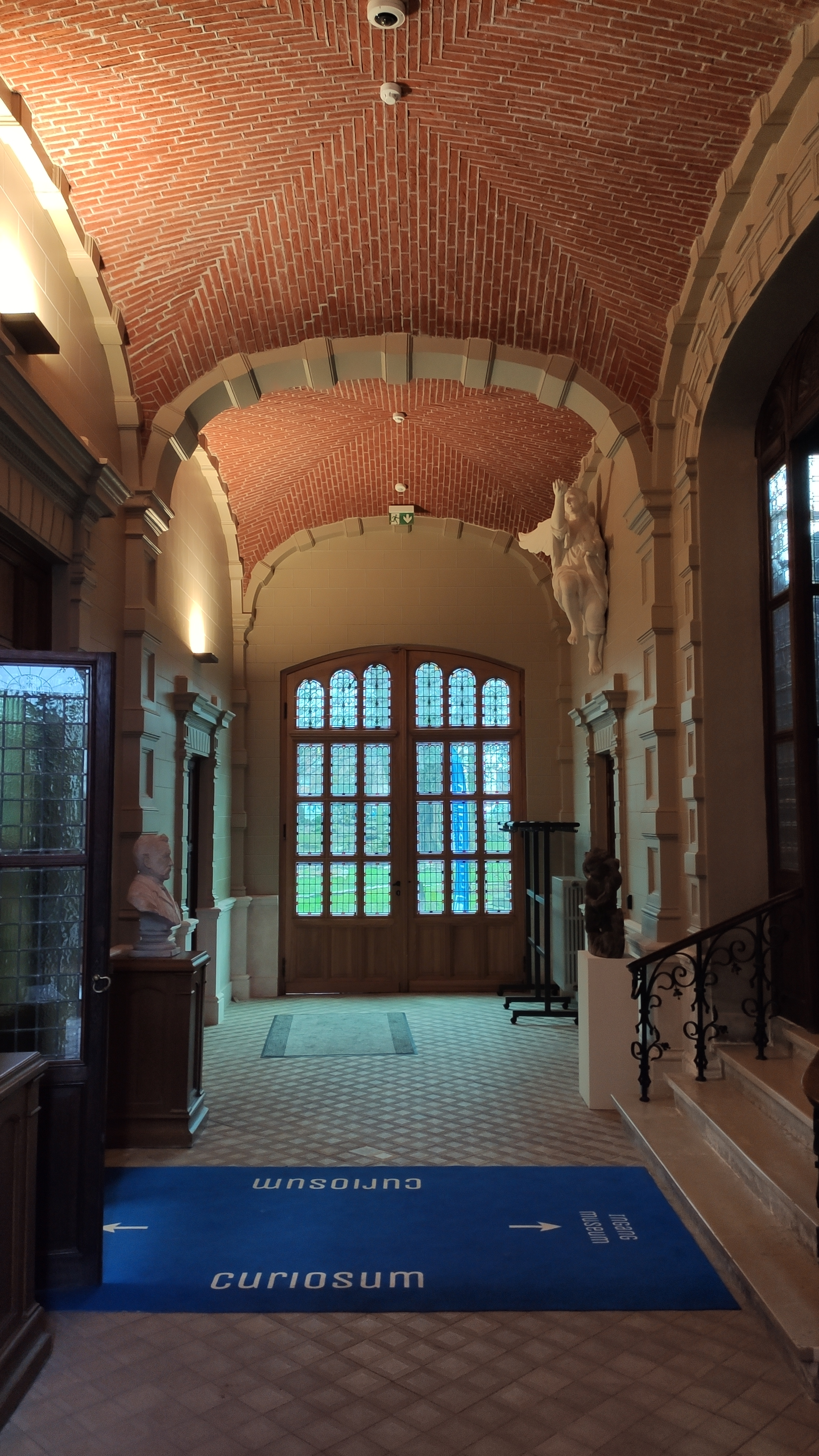
Inkomhal van Huis Janssens
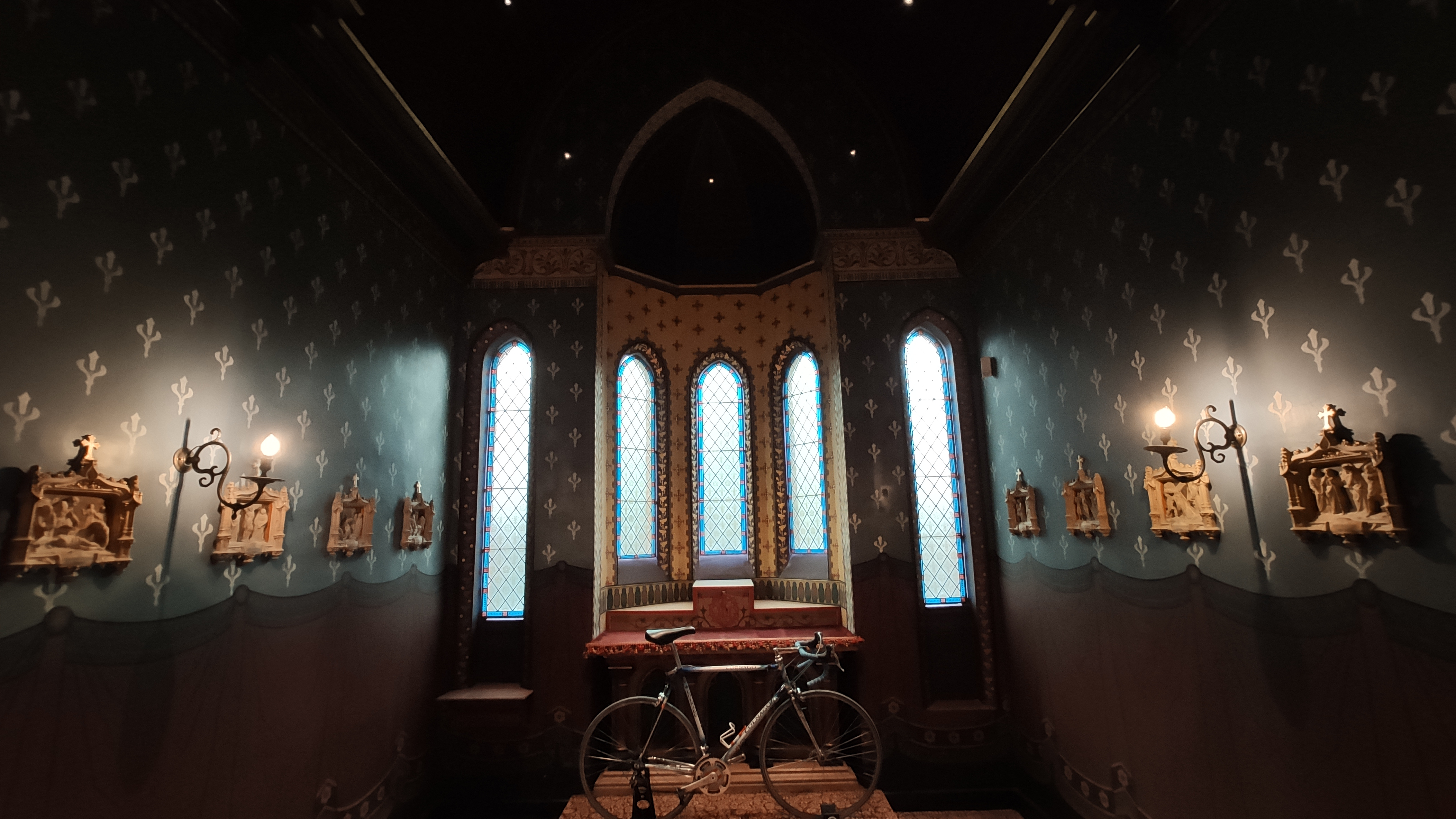
Voormalige kapel van Huis Janssens